# Ibadã
Ibadã (em inglês: Ibadan; em iorubá: Ìbàdàn; Ìlú Èbá-Ọdàn, "a cidade na junção entre a savana e a floresta"), é a capital do estado de Oió, terceira maior cidade em população da Nigéria (depois de Lagos e Kano), e a maior em área geográfica.
Tem cerca de 3,8 milhões de habitantes, e é um centro industrial e comercial importante. Fundada em 1830, tornou-se a mais poderosa cidade-Estado iorubá. Posteriormente, tornou-se protectorado britânico, em 1893, antes da Nigéria tornar-se independente, no século XX.
Ibadã possui a mais elevada instituição do ensino superior da Nigéria, a Universidade de Ibadã.

## Clima
| Mês                               | Jan | Fev | Μar | Αbr | Μai | Jun | Jul | Αgo | Set | Οut | Νov | Dez |
| --------------------------------- | --- | --- | --- | --- | --- | --- | --- | --- | --- | --- | --- | --- |
| Taxa de precipitação (mm)         | 8   | 23  | 76  | 124 | 145 | 163 | 132 | 74  | 170 | 152 | 43  | 10  |
| Taxa de precipitação (in)         | 0.3 | 0.9 | 3.0 | 4.9 | 5.7 | 6.4 | 5.2 | 3.0 | 6.7 | 6.0 | 1.7 | 0.4 |
| Maior temp. (°C)                  | 32  | 34  | 33  | 32  | 31  | 30  | 28  | 28  | 29  | 30  | 31  | 31  |
| Menor temp. (°C)                  | 21  | 23  | 24  | 24  | 23  | 23  | 21  | 21  | 22  | 22  | 23  | 21  |
| Chuva (mm)                        | 10  | 60  | 190 | 420 | 490 | 700 | 670 | 400 | 670 | 490 | 50  | 20  |
| Maior temp. registrada. (°C)      | 37  | 39  | 38  | 38  | 35  | 33  | 31  | 31  | 36  | 33  | 34  | 35  |
| Menor temp. registrada. (°F)      | 98  | 102 | 100 | 100 | 95  | 91  | 88  | 88  | 97  | 91  | 93  | 95  |
| Temp. mais baixa registrada. (°C) | 10  | 12  | 18  | 18  | 18  | 18  | 16  | 16  | 17  | 18  | 14  | 14  |
| Temp. mais baixa registrada. (°F) | 50  | 54  | 64  | 64  | 65  | 64  | 61  | 61  | 63  | 64  | 57  | 57  |